# Praça Vosstaniya

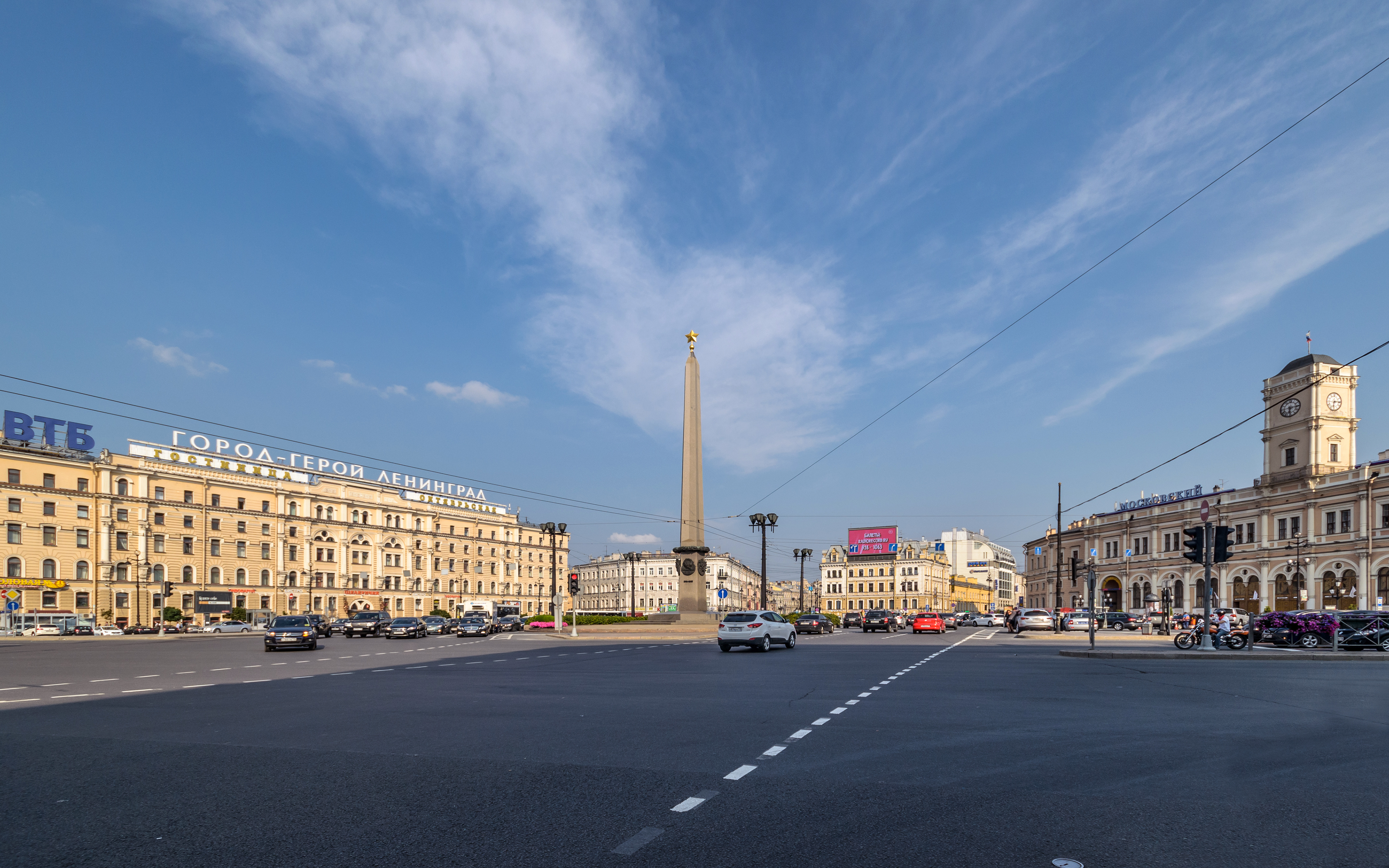
A praça e o obelisco.

A Praça Vosstaniya (em russo: Площадь Восстания, literalmente Praça da Insurreição) é uma importante praça no Distrito Central de Negócios de São Petersburgo, na Rússia. A praça fica no cruzamento da Nevsky Prospekt, Ligovsky Prospekt, Vosstaniya Prospekt e Goncharnaya Prospekt, em frente a Estação Moskovsky, que é o terminal norte da linha que liga a cidade e Moscou. A Praça Vosstaniya é administrada pelo do Distrito de Tsentralny.

## História
Entre 1840 e 1918, a praça era conhecida como Praça Znamenskaya (em russo: Знаменская площадь, Praça do Sinal), nomr vindo da Igreja do Sinal construída entre 1794 e 1804 com um design neoclássico de Fyodor Demertsov. O edifício da igreja celebrava o ícone de Nossa Senhora do Sinal.
Quatro anos antes do tricentenário da Dinastia Romanov, em 1909, o príncipe Paolo Troubetzkoy completou uma estátua do czar Alexandre III da Rússia sobre um cavalo. Ficava em frente à Estação Nikolayevsky, na Praça Znamenskaya. Até membros da família imperial ridicularizaram a estátua. Após a revolução, os bolcheviques a deixaram no lugar como uma poderosa e formidável representação da autocracia até a década de 1930, quando foi removida. Permaneceu guardada por cinquenta anos antes da re-instalação em 1994, em frente ao Palácio de Mármore (extinto ramo do Museu Leningrado), no antigo local do carro blindado que havia transportado Lenin da Estação Finlyandsky em 16 de abril de 1917.
A praça foi palco de muitas manifestações e protestos revolucionários. Depois que os bolcheviques tomaram o controle de Petrogrado em 1917, eles renomearam a praça de Praça da Insurreição para comemorar esses eventos. A Igreja do Sinal foi demolida em 1940 para abrir espaço para a entrada superficial da Estação Ploshchad Vosstania (inaugurada em 1955).
O Obelisco da Cidade Heroica de Leningrado - projetado pelos arquitetos Vladimir Lukyanov e Aleksandr I. Alymov - foi erguido no mesmo local em 1985 para comemorar o 40º aniversário do Dia da Vitória.

## Transportes
A Praça Vosstaniya é um importante centro de tráfego de São Petersburgo. É o lar da movimentada Estação Moskovsky, de onde partem trens para Moscou, Novossibirsk e outras grandes cidades. A estação é cheia de passageiros todos os dias.